# Juan Manuel Fangio II

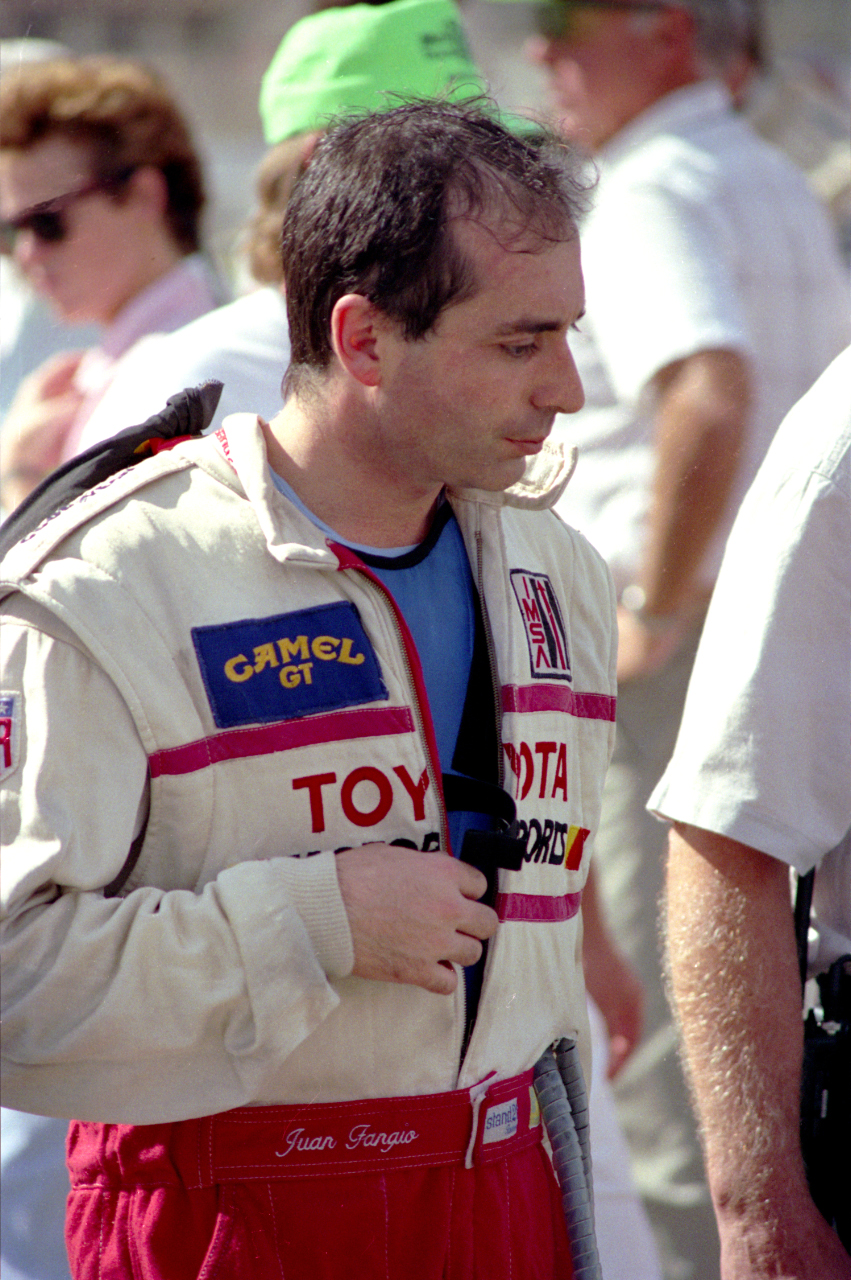
Juan Manuel Fangio II, 1990

Juan Manuel Fangio II (* 19. September 1956 in Balcarce, Provinz Buenos Aires) ist ein ehemaliger argentinischer Autorennfahrer.

## Karriere
Der Neffe des fünffachen Formel-1-Weltmeisters Juan Manuel Fangio nahm vor allem an Rennen in Nordamerika teil. Seine größten Erfolge erreichte er in beim 12-Stunden-Rennen von Sebring, das er 1992 und 1993 gewann. Daneben bestritt er auch Rennen in der American Le Mans Series, der Formel 3000 und der CART-Meisterschaft. Außerdem nahm Fangio II am 24-Stunden-Rennen von Le Mans 1993 in einem Toyota TS010 teil. Mit seinen Teamkollegen Geoff Lees und Jan Lammers erreichte er den achten Rang.

## Statistik

### Formel-3000-Ergebnisse
| Jahr | Team           | 1   | 2       | 3      | 4       | 5       | 6     | 7      | 8       | 9   | 10  | 11  | Platzierung | Punkte |
| ---- | -------------- | --- | ------- | ------ | ------- | ------- | ----- | ------ | ------- | --- | --- | --- | ----------- | ------ |
| 1985 | Corbari Italia | SIL | THR Ret | EST 11 | VAL Ret | PAU Ret | SPA 6 | DIJ 14 | PER Ret | ZEL | ZAN | DON | Rang 16     | 1      |

(Rennen in Fettschrift zeigen Pole-Position; Rennen in Kursivschrift zeigen schnellste Rennrunde.)

### CART Ergebnisse
| Jahr | Team                | 1       | 2       | 3       | 4       | 5       | 6       | 7       | 8      | 9      | 10      | 11      | 12     | 13      | 14     | 15     | 16      | 17      | Platzierung | Punkte |
| ---- | ------------------- | ------- | ------- | ------- | ------- | ------- | ------- | ------- | ------ | ------ | ------- | ------- | ------ | ------- | ------ | ------ | ------- | ------- | ----------- | ------ |
| 1995 | PacWest Racing      | MIA     | SRF     | PHX     | LBH     | NZR     | INDY    | MIL     | DET    | POR    | ROA     | TOR     | CLE    | MIS     | MDO 7  | NHM 15 | VAN Ret | LS 13   | Rang 24     | 6      |
| 1996 | All American Racers | MIA Ret | RIO 17  | SRF Ret | LBH Ret | NZR Ret | 500 Ret | MIL 19  | DET 18 | POR 14 | CLE 13  | TOR Ret | MIS 14 | MDO Ret | ROA 8  | VAN 19 | LS Ret  |         | Rang 23     | 5      |
| 1997 | All American Racers | MIA 20  | SRF Ret | LBH Ret | NZR Ret | RIO Ret | STL Ret | MIL Ret | DET 10 | POR 22 | CLE Ret | TOR 19  | MIS 11 | MDO Ret | ROA 10 | VAN 12 | LS 15   | FON Ret | Rang 23     | 9      |

### Le-Mans-Ergebnisse
| Jahr | Team              | Fahrzeug     | Teamkollege | Teamkollege | Platzierung | Ausfallgrund |
| ---- | ----------------- | ------------ | ----------- | ----------- | ----------- | ------------ |
| 1993 | Toyota Team Tom’s | Toyota TS010 | Jan Lammers | Geoff Lees  | Rang 8      |              |

### Sebring-Ergebnisse
| Jahr | Team                | Fahrzeug            | Teamkollege    | Teamkollege  | Teamkollege   | Platzierung | Ausfallgrund |
| ---- | ------------------- | ------------------- | -------------- | ------------ | ------------- | ----------- | ------------ |
| 1987 | All-American Racers | Toyota Celica Turbo | Chris Cord     |              |               | Rang 9      |              |
| 1988 | All-American Racers | Toyota Celica Turbo | Willy T. Ribbs |              |               | Ausfall     | Motorschaden |
| 1990 | All-American Racers | Eagle HF89          | Drake Olson    |              |               | Ausfall     | Aufhängung   |
| 1991 | All-American Racers | Eagle HF90          | Willy T. Ribbs |              |               | Ausfall     | Motorschaden |
| 1992 | All-American Racers | Eagle MkIII         | Andy Wallace   |              |               | Gesamtsieg  |              |
| 1993 | All-American Racers | Eagle MkIII         | Andy Wallace   |              |               | Gesamtsieg  |              |
| 1999 | Doyle-Risi Racing   | Ferrari 333SP       | Alex Caffi     | Wayne Taylor | Max Angelelli | Rang 6      |              |

### American-Le-Mans-Series-Ergebnisse
| Jahr | Team              | Class | Klasse        | Motor                   | Reifen | 1               | 2   | 3   | 4   | 5   | 6   | 7   | 8   | Platzierung | Punkte |
| ---- | ----------------- | ----- | ------------- | ----------------------- | ------ | --------------- | --- | --- | --- | --- | --- | --- | --- | ----------- | ------ |
| 1999 | Doyle-Risi Racing | LMP   | Ferrari 333SP | Ferrari F310E 4.0 L V12 | P      | SEB ovr:6 cls:6 | ATL | MOS | SON | POR | PET | MON | LSV | Rang 90     | 0      |